# خوزه لوئیس رودریگز (بازیکن فوتبال، زاده ۱۹۶۳)

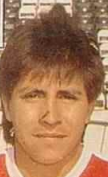
خوزه آرژانتینی

خوزه لوئیس رودریگز (انگلیسی: José Luis Rodríguez؛ زادهٔ ۲۱ ژوئیهٔ ۱۹۶۳) بازیکن فوتبال اهل آرژانتین است.
از باشگاه‌هایی که در آن بازی کرده‌است می‌توان به باشگاه فوتبال رئال بتیس، باشگاه فوتبال روساریو سنترال، و باشگاه فوتبال راسینگ کلوب آویاندا اشاره کرد.